# Лексингтон (Илиноис)
Лексингтон (енгл. Lexington) град је у америчкој савезној држави Илиноис. По попису становништва из 2010. у њему је живело 2.060 становника.

## Демографија
Према попису становништва из 2010. у граду је живело 2.060 становника, што је 148 (7,7%) становника више него 2000. године.
| Група             | 2000.         | 2010.         |
| Белци             | 1.886 (98,6%) | 2.007 (97,4%) |
| Афроамериканци    | 2 (0,1%)      | 5 (0,2%)      |
| Азијати           | 0 (0,0%)      | 3 (0,1%)      |
| Хиспаноамериканци | 8 (0,4%)      | 16 (0,8%)     |
| Укупно            | 1.912         | 2.060         |